# Engystomops pustulosus
La rana túngara (Engystomops pustulosus) es una especie de anfibio anuro de la familia Leptodactylidae. Vive en el piso de bosques primarios húmedos y secos, así como en bosques secundarios.
Su nombre se debe a su canto que suena como "tún-gara, tún-gara". Se encuentra desde el este y el sur de México, a través de América Central, y hasta Colombia, Venezuela y Trinidad y Tobago.

## Descripción
Es un anuro que mide alrededor de 3 cm  con verrugas dorsales redondas y pigmentadas, el hocico es triangular, La membrana timpánica es anular y granulosa, los dedos son largos y delgados, con prominentes tubérculos tarsales. Carece de dientes maxilares y premaxilares. Tiene una pequeña glándula a cada lado entre la axila y la ingle. El vientre es ligeramente granular. La región dorsal es de color marrón, grisácea, con marcas obscuras que pueden seguir las filas de verrugas. Una franja amarillo verdosa se extiende desde el extremo del urostilo hasta la región sacra o más allá. Los miembros pueden presentar manchas o barras transversas. La región gular, el pecho y la parte anterior del vientre son grisáceos, con una línea amarillo verdosa que se extiende hasta la porción posterior. El vientre exhibe manchas de diferentes tamaños.

## Reproducción
Se reproducen en la época lluviosa. El macho atrae a la hembra con el canto. Mientras canta, el macho exhibe un saco vocal subgular de proporciones sorprendentes para la talla de estos sapitos, resultando suspendidos sobre el enorme saco.
En el amplexo, el macho sujeta a la hembra por las axilas y cuando ella expulsa sus huevos él los fertiliza. El macho bate los huevos con sus piernas hasta formar una espuma alrededor de estos; esto sirve pare que si eventualmente el charco se secara, tanto los huevos como los renacuajos podrán sobrevivir por muchos días dentro del nido de espuma. De esta manera, cuando los nuevos charcos de lluvia inunden los nidos, los renacuajos se liberarán en un ambiente acuático libre de depredadores.
El período de incubación es de 1-2 días, la metamorfosis ocurre entre 4 y 6 semanas. Los sapitos comienzan a aparearse luego de 2-3 meses de culminada la metamorfosis.